# Карл Емануел (Хесен-Ротенбург)
Карл Емануел фон Хесен-Ротенбург (на немски: Karl Emanuel von Hessen-Rotenburg; * 5 юни 1746, Лангеншвалбах; † 23 март 1812, Франкфурт на Майн) е ландграф на Хесен-Ротенбург от 1778 до 1812 г.

## Биография
Той е най-големият син на ландграф Константин фон Хесен-Ротенбург (1716 – 1778) и първата му съпруга графиня Мария Ева София фон Щархемберг (1722 – 1773), вдовица на княз Вилхелм фон Насау-Зиген (1666 – 1743), дъщеря на граф Конрад Зигмунд фон Щархемберг (1689 – 1727) и Мария Леополдина фон Льовенщайн-Вертхайм-Рошфор (1689 – 1763). Неговият кръстник е крал Карл Емануил III Савойски от Сардиния-Пиемонт и получава неговото име.
Карл Емануел служи от 1757 до 1778 г. в императорския полк в Австрия като полковник и след напускането му е номиниран на генерал.
През 1778 г. той последва баща си като господар на Хесен-Ротенбург.

## Фамилия
Карл Емануел фон Хесен-Ротенбург се жени на 1 септември 1771 г. във Фелсберг за принцеса Леополдина Мария Анна Франциска де Паула Аделгунда фон Лихтенщайн (* 30 януари 1754, Виена; † 16 октомври 1823, Франкфурт на Майн), дъщеря на княз Франц Йозеф I фон Лихтенщайн (1726 – 1781) и графиня Мария Леополдина фон Щернберг (1733 – 1809). Те имат две деца:
- Виктор Амадей (* 2 септември 1779; † 12 ноември 1834), последният ландграф на Хесен-Ротенбург (1812 – 1834), от 1815 г. княз на Корвей и от 1821 г. херцог на Ратибор, ⚭ (I) 1799 Леополдина фон Фюрстенберг-Щюлинген († 1806); ⚭ (II) 1812 Елизабет фон Хоенлое-Лангенбург († 1830); ⚭ (III) 1831 Елеонора фон Залм-Райфершайт-Краутхайм.
- Мария Аделхайд Клотилда (* 12 септември 1787; † 6 януари 1869), ⚭ на 9 септември 1811 г. във Вилдек за княз Карл Август фон Хоенлое-Бартенщайн (1788 – 1844)

От извънбрачната си връзка с Луци Юлиане Щруве (* 1769, Касел) той има един син:
- Ернст (* 11 февруари 1796, Ротенбург, † 25 август 1875, Лихтентал), който е издигнат на „фрайхер фон Блуменщайн“ и след женитбата му през 1818 г. с Йохана Каролина Фридерика фон Майерфелд (1799 – 1866) става родител на този род